# Spacebase DF-9
Spacebase DF-9 foi um Jogo de simulação espacial desenvolvido pela Double Fine Productions. Foi prototipado durante a Quinzena Amnésia 2012 da Double Fine, dirigida por JP Lebreton. Depois de ser lançado como beta aberto em 15 de outubro de 2013, foi lançado oficialmente em 27 de outubro de 2014, para Microsoft Windows, OS X e Linux. Após o fim oficial da vida útil do jogo em maio de 2015, a comunidade assumiu o desenvolvimento com base em um bifurcação de código aberto. O fork da comunidade deste jogo também foi abandonado, a última atualização Patch v1.09 não oficial foi em 16 de janeiro de 2023 marcando o fim das contribuições aceitas pela comunidade. A DerelictGames se separou posteriormente.

## Jogabilidade
O jogador projeta, constrói e mantém uma estação espacial, e deve manter seus habitantes felizes enquanto se defende de ameaças alienígenas.

## Desenvolvimento
Spacebase DF-9 foi uma das várias ideias apresentadas para votação no projeto Amnesia Fortnight 2012 da Double Fine, onde os usuários poderiam votar nos conceitos de jogo que mais gostariam de jogar. A Spacebase DF-9 foi uma ideia apresentada pelo designer-programador JP LeBreton. O título recebeu o segundo maior número de votos e foi um dos cinco outros títulos que a Double Fine afirmou que iriam desenvolver em jogos completos. Uma versão comercial completa do jogo foi anunciada em 15 de outubro de 2013, com uma versão alfa disponível para compra através do Steam Early Access. Double Fine anunciou em 17 de setembro de 2014 que o jogo completo seria lançado em outubro de 2014. Além disso, eles prometeram lançar o código-fonte Lua do jogo para permitir que a comunidade desenvolvesse novos conteúdos e recursos de forma independente.

## Liberar
Em setembro de 2014, a Double Fine anunciou que iria tirar o Spacebase DF-9 do status de acesso antecipado e adicionar recursos para tornar o jogo um lançamento comercial completo, devido à falta de vendas do jogo durante o período de acesso antecipado. Após o lançamento comercial, a Double Fine lançará parte do código-fonte e nenhum novo recurso será adicionado, mas a Double Fine ainda oferecerá suporte ao jogo e fará lançamentos de correção de bugs. A notícia foi recebida com polêmica, com alguns fãs expressando raiva pelo fato de o jogo não continuar o desenvolvimento, e alguns desenvolvedores questionam se a falha de um desenvolvedor conhecido em usar com sucesso o modelo de acesso antecipado mancharia esse modelo para outros desenvolvedores.
O lançamento da v1.0 começou em 27 de outubro de 2014, simultaneamente com o lançamento do código-fonte Lua. A versão comercial incluía um modo tutorial, tela de metas e correções de bugs.
Após o lançamento da v1.0 em 21 de novembro de 2014, doze funcionários foram demitidos, incluindo o programador e líder do projeto JP LeBreton. Em 16 de dezembro de 2014, Greg Rice postou nos fóruns oficiais de suporte técnico informando que não havia mais planos para patches e que não havia equipe designada para o projeto.
Double Fine encerrou oficialmente o suporte para Spacebase e cessou o desenvolvimento do jogo em maio de 2015. Parte do código-fonte do jogo foi lançado ao público sob a licença de código aberto CPAL, e desde então, os fãs têm trabalhado para continuar o desenvolvimento e suporte do jogo. A comunidade do jogo forneceu correções de bugs e extensões para o jogo com base nos planos documentados da Double Fine, e o primeiro patch da comunidade foi lançado em outubro de 2015. O segundo patch não oficial foi lançado em fevereiro de 2016.

## Recepção
Spacebase DF-9 tem uma pontuação de 46/100 no Metacritic. A IGN deu ao jogo uma pontuação de 6,8/10 e comentou: "Spacebase DF-9 é charmoso e seus eventos aleatórios oferecem mais coisas para fazer e se preocupar do que algo como Banished. No entanto, falta-lhe a profundidade e o polimento necessários para realizar as tarefas. de expansão e gestão de crises correm bem."